# 20892 MacChnoic
20892 MacChnoic este un asteroid din centura principală de asteroizi.

## Descriere
20892 MacChnoic este un asteroid din centura principală de asteroizi. A fost descoperit pe 20 noiembrie 2000 la Socorro, New Mexico, în cadrul proiectului LINEAR. Asteroidul prezintă o orbită caracterizată de o semiaxă mare de 2,23 ua, o excentricitate de 0,15 și o înclinație de 6,8° în raport cu ecliptica.